# Strawberry Fields Memorial
40°46′31″N 73°58′29″V / 40.77528°N 73.97472°V
Strawberry Fields er et 10.000m² område i New York Citys Central Park, som er dedikeret til minde om musikeren John Lennon. Det er opkaldt efter Lennon/McCartney-sangen "Strawberry Fields Forever". 
Søndag den 14. december 1980 blev der afholdt en mindehøjtidelighed i Central Park i New York for Lennon. Samme sted blev der opført et mindesmærke for Lennon med navnet Strawberry Fields Memorial.